# Мусткалны
Му́сткалны (латыш. Mustkalni) — населённый пункт в Лимбажском крае Латвии. Административный центр Лиепупской волости. Находится у главной автодороги A1 (европейский маршрут E 67)) примерно в 38 от Салацгривы и в 65 км от Риги. По данным на 2006 год, в населённом пункте проживало 96 человек.
В советское время населённый пункт входил в состав Лиепупского сельсовета Лимбажского района.